# 饶阶巴桑
饶阶巴桑（1935年—），笔名卡琳巴桑，男，藏族，云南德钦人，中国诗人，中国作家协会云南分会原副主席。著有诗集《草原集》、《鹰翎集》等。